# Shinkai semilonga
Shinkai semilonga är en ringmaskart som beskrevs av Michiya Miura och Hashimoto 1996. Shinkai semilonga ingår i släktet Shinkai och familjen Nautiliniellidae. Inga underarter finns listade i Catalogue of Life.